# 5826 Bradstreet
5826 Bradstreet è un asteroide della fascia principale. Scoperto nel 1990, presenta un'orbita caratterizzata da un semiasse maggiore pari a 3,0733100 UA e da un'eccentricità di 0,1408185, inclinata di 2,48185° rispetto all'eclittica.
L'asteroide è dedicato all'astronomo statunitense David Bradstreet.